# Hesepe (Bramsche)

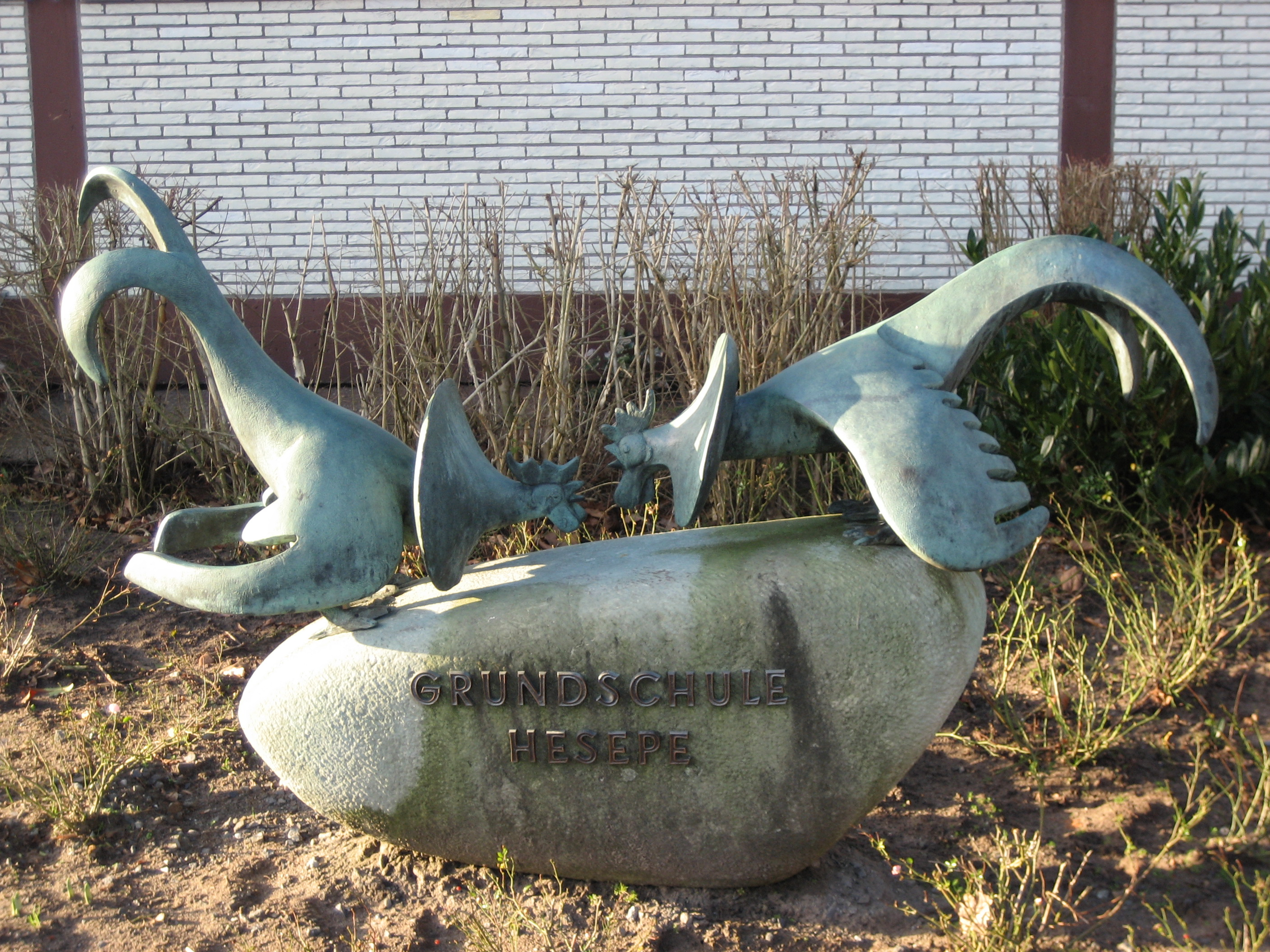
Die „Streithähne“ von Hesepe, ein Wahrzeichen des Dorfes

Hesepe ist ein Ortsteil der Stadt Bramsche im niedersächsischen Landkreis Osnabrück.

## Geschichte

### Siedlungsentwicklung
Am heutigen Südrand der Gemarkung ist bereits eine eisenzeitliche Siedlung nachgewiesen. Unweit davon befand sich die mittelalterliche Burg Hesepe. Der nördliche Teil Hesepes, der wegen seiner Bebauung heute als Ortskern wahrgenommen wird, entstand nach der Eröffnung des Bahnhofs (1876). Erst nach dem Zweiten Weltkrieg wurde dort aus der weit verstreuten Bauerschaft eine dichte Siedlung.

### Eingemeindung
Am 1. Juli 1972 wurde Hesepe in die Stadt Bramsche eingegliedert.

### Einwohnerentwicklung
Wohnbevölkerung der Gemeinde Hesepe mit Gebietsstand vom 27. Mai 1970:
| Datum              | Einwohner |
| ------------------ | --------- |
| 17. Mai 1939       | 1069      |
| 13. September 1950 | 1861      |
| 6. Juni 1961       | 2348      |
| 27. Mai 1970       | 2560      |

### Herkunft des Namens
Der Name Hesepe beinhaltet zwei Wortstämme von hohem Alter. Im Osnabrückischen existiert an der Hase um 1169 ein Hesepe als Hesbe, das Dorf Hespe bei Stadthagen heißt 1284 gleichfalls Hesepe. Das Grundwort epe, alte Form apa, findet sich in ganz Deutschland, am meisten im Sauerland, und bezeichnet überall einen kleinen Wasserlauf. Man glaubt darin das sanskritische Ambhas (Wasser), lat. amnis, alt ambnis, sowie auch das griech. ombros, lat. imber (Platzregen) und ebenfalls das keltisch-irische abh für Fluss, zu finden, also kurzum ein indogermanisches Urstammwort.
Schwieriger zu deuten ist das Bestimmungswort has oder häs (stets lang gesprochen: Häsepe). Die alte Form Hasba (wohl richtiger Hasapa) kann für Hesepe nicht vom Hasefluss hergeleitet werden, da dann eine den alten Ortsnamen fremde Doppelung vorläge. Has und Haas findet sich in Ortsnamen häufig, ohne einen einheitlichen Schluss zuzulassen. Am ehesten ist an die Bedeutung has = dunkel, Nebel, zu denken, was auch auf das Wasser der Hase gut passt.

## Ortsrat
Der Ortsrat, der den Ortsteil Hesepe vertritt, setzt sich aus 13 Mitgliedern zusammen. Die Ratsmitglieder werden durch eine Kommunalwahl für jeweils fünf Jahre gewählt. Die aktuelle Amtszeit begann am 1. November 2021 und endet am 31. Oktober 2026.

Bei der Kommunalwahl 2021 ergab sich folgende Sitzverteilung:
| Ortsrat 2021Insgesamt 13 Sitze - Linke: 1 - SPD: 8 - Grüne: 1 - CDU: 3 |

## Verkehr
Hesepe liegt direkt an der B 68 und der B 218 sowie mit einem Bahnhof an den Bahnstrecken Oldenburg–Osnabrück und Delmenhorst–Hesepe, die sich hier treffen. Regelmäßig hält am Bahnhof Hesepe die RB 58 (Osnabrück–Bremen) sowie in Tagesrandlage einzelne Züge der Linie RE 18 (Osnabrück–Wilhelmshaven).
| Linie | Verlauf | Takt   | Betreiber    |
| ----- | --- | ------ | ------------ |
| RB 58 | Bremen Hbf – Bremen-Neustadt – Delmenhorst – Ganderkesee – Brettorf – Wildeshausen – Rechterfeld – Goldenstedt (Oldb) – Lutten – Vechta – Lohne (Oldb) – Mühlen (Oldb) – Steinfeld (Oldb) – Holdorf (Oldb) – Neuenkirchen (Oldb) – Rieste – Hesepe – Bramsche – Achmer – Halen – Osnabrück Altstadt – Osnabrück Hbf Stand: Fahrplanwechsel Dezember 2023 | 60 min | NordWestBahn |

## Militäreinrichtungen

### Einsatzhafen
Im Zweiten Weltkrieg befand sich in Hesepe ein großer Militärflugplatz. Bis Ende der 1980er Jahre waren dann Niederländische Streitkräfte in Hesepe stationiert. Nach deren Abzug wurde das Gelände zivil genutzt.
Kriegsverbrechen 1945
Nach der Bombardierung des Flugplatzes Hesepe durch die Amerikaner am 24. März 1945 wurde eine der 300 angreifenden B-17-Bomber „Flying Fortress“ durch einen Flaktreffer zum Absturz gebracht. Durch den Absturz kamen drei der Besatzungsmitglieder ums Leben, sechs konnten rechtzeitig per Fallschirm abspringen. Sgt. Paul Berger landete mit dem Fallschirm in der Nähe des Kraftfahr-Ausweichlagers in Thiene und wurde daraufhin gefangen genommen. Die Soldaten, die ihn zum Fliegerhorst in Hesepe bringen sollten, erschossen ihn auf dem Weg dorthin. Die Täter, der Stabsintendant Alfred Büttner sowie der Zivilangestellte Otto Franke, wurden im anschließenden Kriegsverbrecherprozess, der am 23. Dezember 1945 in Osnabrück stattfand, zum Tode verurteilt. Der Henker Albert Pierrepoint richtete sie am 8. März 1946 im Zuchthaus Hameln durch den Strang.

### Korpsdepot
Auf dem nördlichen Teil des ehemaligen Flugplatzes wurde von der Bundeswehr in den 1960er Jahren ein Depot für das I. Korps eingerichtet. Das KorpsDp 156 Hesepe wurde schon nach einigen Jahren wieder aufgegeben und geräumt.

### Willem-Versteegh-Kamp
Das Willem-Versteegh-Kamp wurde am 1. Juli 1964 von niederländischen Einheiten bezogen. Stationiert war hier das 12. GGW der Koninklijke Luchtmacht, welchem Nike-Stellungen in Vörden, Schöppingen, Borgholzhausen und Rheine unterstanden. Am 29. Juli 1988 wurde die Nutzung endgültig aufgegeben. Die stationierten Einheiten wurden auf andere Stützpunkte in Deutschland und den Niederlanden verteilt. Im Dezember 1988 wurde aus der Kasernenanlage das Grenzdurchgangslager Hesepe.

## Ziviler Lagerbetrieb
Das nicht mehr militärisch genutzte Gelände der Willem-Versteegh-Kamp diente zunächst als Grenzdurchgangslager für Spätaussiedler. Später fungierte es als Landesaufnahmestelle für jüdische Kontingentflüchtlinge und Spätaussiedler. Ab 2003 kam die Einrichtung zur Zentralen Aufnahme und Ausländerbehörde Oldenburg, untergebracht wurden nun Asylbewerber deren Antrag bereits rechtskräftig abgelehnt war, um die Ausreise zu organisieren. Seit 2014 ist die Einrichtung als Standort Bramsche der Landesaufnahmebehörde Niedersachsen nach Braunschweig und Friedland die dritte Erstaufnahmeeinrichtung für Asylbewerber.

## Persönlichkeiten
- Jacobus Greselius (1485?–1552), Gelehrter und Schulstifter